# Ильинское (городской округ Коломна)
Ильи́нское — деревня в городском округе Коломна Московской области. До 2017 года относилась к Биорковскому сельскому поселению Коломенского района. Население — 0 чел. (2010).

## География
Расположено на западе района, в 12 км от Коломны, на правом берегу реки Коломенки, высота над уровнем моря 121 м. Ближайшие сёла: Петрово — 1,7 километра на юго-запад, Хлопна в 0,7 км на юг и Павлеево в 1,5 км на запад, ближайшая железнодорожная станция — платформа Семёновский Озёрской ветки Рязанского направления Московской железной дороги — в 5,5 км.

## Население
| 2002 | 2006 | 2010 |
| ---- | ---- | ---- |
| 2    | ↘1   | ↘0   |